# 101 dálmatas
101 dálmatas (título original en inglés One Hundred and One Dalmatians) es una película de animación estadounidense. Dirigida por Clyde Geronimi, Hamilton Luske y Wolfgang Reitherman, producida por Walt Disney y basada en la historia The Hundred and One Dalmatians de la escritora británica Dodie Smith, la película fue estrenada en los Estados Unidos el 25 de enero de 1961.
Es el decimoséptimo largometraje animado en el canon de Walt Disney Animation Studios.
Esta película fue la primera en utilizar la técnica de la xerografía en el ámbito de la animación, sin la cual el filme no habría podido elaborarse nunca, ya que el número de perros necesarios era demasiado grande. La película es también innovadora porque se desarrolla en la época contemporánea (puede observarse la presencia de la televisión) y se aleja de la búsqueda del realismo perfecto en relación con los personajes humanos. El filme es también destacado por la presencia de Cruella de Vil, un personaje muy caricaturizado que presenta una gran maldad y eclipsa al resto de personajes.

## Argumento

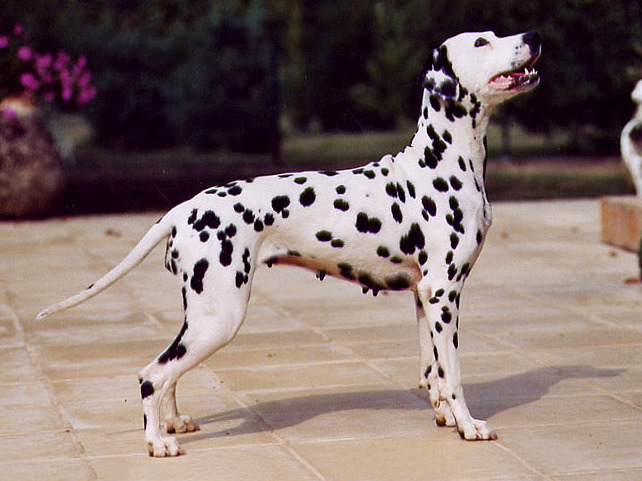
Un dálmata hembra.

La película inicia en un apartamento ubicado en Londres, Inglaterra. Nos centramos en un compositor de música llamado Roger Radcliffe y su fiel perro dálmata, Pongo, quienes son unos solteros hartos de una vida sin emociones. Por lo que Pongo decide que es tiempo de buscar pareja para Roger y también una para sí mismo. Entonces, mientras observaba a varias mujeres paseando con sus mascotas, Pongo ve a una mujer llamada Anita paseando a su perra, una dálmata llamada Perdita (también conocida como "Perdy"). Pongo ve esta como la oportunidad que tanto esperaba, así que este anima a Roger para que lo saque a pasear, solamente para terminar arrastrándolo hasta el Regent's Park donde encontrarían a las chicas. Al principio parecía que el plan había fracasado, pero terminó de mal a mejor de lo esperado, convirtiéndose en amor a primera vista. Finalmente, Roger y Anita terminan contrayendo matrimonio, así mismo también sus perros.
Meses después, los cuatro viven felices en un nuevo apartamento, donde también son atendidos por la empleada "Nanny". La familia sería bendecida con el nacimiento de 15 cachorros de Pongo y Perdita. Pero la paz y alegría se verían interrumpidas por la repentina llegada de una vieja amiga de Anita, Cruella de Vil, una egocéntrica fanática de los abrigos de piel de animales, quien muestra un extraño interés en los dálmatas a pesar su fuerte odio hacia los perros. Tanto es así que ella ofrece una gran suma de dinero por los cachorros recién nacidos, pero Roger se niega y Cruella se marcha jurando venganza. Todo parece ya estar tranquilo, y los cachorros han ido creciendo en buenas condiciones por parte de los cuidados de sus padres. Pero misteriosamente, dos hombres, Horacio y Gaspar, irrumpen en el hogar de los Radcliffe una noche mientras ellos estaban de paseo, robando los 15 cachorros a pesar de los intentos de Nanny por detenerlos. Resulta que estos hombres fueron contratados por Cruella para lograr tal cometido, pero lamentablemente la policía no pudo hallar pruebas que probaran todo eso, dejando a Roger y Anita sin más recursos para encontrar a sus cachorros. Por lo que Pongo decide que es tiempo de que él y Perdy tomen el caso en sus propias patas, contactando con "El Ladrido Nocturno", un medio de comunicación que sirve para enviar mensajes de perro a perro en diferentes partes de Inglaterra por medio de sus ladridos. Pongo imaginó que de esta forma otros perros localizarían a sus hijos y se los haría saber. Un gran danés es el primero en recibir el mensaje y él junto a su pequeño amigo, un terrier, van y divulgan el mensaje del secuestro de los cachorros dálmata al resto de los perros de la ciudad.
El mensaje llegaría hasta el campo, donde un sabueso llamado Towser, acompañado de su amiga ganso, transmite este mensaje hasta una granja cercana en donde viven sus tres amigos: El Coronel, El Capitán y el Sargento Tibbs, un trío militar conformados por un pastor inglés, un caballo gris y un gato. Los tres, después de recibir el mensaje, se percatan del humo que sale de la aterradora mansión que supuestamente estaba abandonada, por lo que Tibbs y El Coronel van a investigar. El Sargento Tibbs ingresa y encuentra a los 15 cachorros dálmata, más a otros 84 que fueron legalmente comprados por Cruella en otros criaderos. La noticia de la ubicación de los cachorros se divulgaría de vuelta en Londres por parte del mismo gran danés para Pongo y Perdy, obligando a los dos padres a escapar de su hogar y embarcarse en un peligroso viaje para recuperar a sus hijos, atravesando una fuerte tundra invernal. De vuelta en La Mansión De Vil, Tibbs descubrió que el motivo por el que Cruella reunió a 99 cachorros dálmatas era para convertirlos todos juntos en un hermoso abrigo con manchas, y que Cruella les exigió a Gaspar y Horacio matarlos a todos esa misma noche para evitar que la policía hallara pistas y a cambio les daría la paga que les prometió. Tibbs aprovecha que Horacio y Gaspar están distraídos viendo televisión para sacar a los cachorros, pero, al terminar su programa, los dos hombres se percatan lo ocurrido y logran interceptarlos a todos. Pongo y Perdy, alertados de lo ocurrido por El Coronel, llegan justo a tiempo para impedirlo; se enfrentan a Gaspar y Horacio y les dan suficiente tiempo a los cachorros de poder escapar junto al Coronel y a Tibbs.
La familia se reúne felizmente en la granja, pero Pongo y Perdy se sorprenden al descubrir a los otros 84, además de horrorizarse al enterarse del plan de Cruella de convertirlos a todos en un abrigo. Por lo que Pongo y Perdita deciden que no solamente ellos y sus hijos debían volver lo más pronto posible a Londres, sino que también deciden llevarse a los 84, sabiendo que ellos también merecían oportunidad de vivir y que Roger y Anita jamás los rechazarían. Los animales se percatan que los hermanos Badún estaban siguiendo sus huellas hasta la granja, por lo que El Coronel, Tibbs y El Capitán distraen lo suficiente a los dos hombres para que los dálmatas escapen, quienes deben atravesar a ocultas en un río de hielo para hacer lo menos posible por dejar huellas en la nieve. Después de que Cruella se percata de que los cachorros habían escapado, obliga a sus secuaces a ayudarla a buscarlos sin descanso alguno, y separándose ella por su propio camino en su vehículo mientras Los Hermanos Badún se van en el suyo. Los dálmatas estaban perdidos en medio de una fuerte tormenta perdiendo energía, hasta que son encontrados por un collie quien les da refugio en su granja de vacas. Allí, el collie y las vacas les daría alimento y un lugar para poder tomarse el descanso necesario para continuar su viaje hasta un pequeño pueblo llamado Dinsford. Allí se encuentran con un labrador retriever de piel negra, cuyo dueño se dedica al negocio de la mudanza y recientemente se estaba preparando una mudanza para Londres, contando con un enorme camión donde guardaban las cosas y en donde podrían caber todo los dálmatas durante el largo viaje. Lamentablemente, Cruella y sus secuaces habían llegado al pueblo al percatarse de las huellas y cuando todo parecía estar perdido, Pongo ve que algunos de sus cachorros se llenaron hollín, lo cual le da una idea. Él convence a su familia de que todos debían llenarse de hollín por completo para dar la impresión de que son labradores y no dálmatas, cosa que sorprendió al principio a los cachorros debido a que ninguno de sus padres aceptarían verlos ensuciarse. El plan consistiría en que una mitad del grupo siguiera a cada uno de los perros adultos hasta la camioneta (a la cual le seguían llenado de gasolina requerida) para evitar sospechas por el número de cachorros. Cuando faltaba el turno del último grupo, el hollín se estaba desapareciendo debido a la nieve y el hielo, y los villanos descubren a los dálmatas en el camión y se disponen a detener el camión: Cruella lo persigue e intenta sacarlo del camino, mientras Gaspar desde arriba de una colina intenta tirarlo a un precipicio, Cruella lo intercepta de abajo, pero cuando Gaspar estaba a punto de interceptarlo, Horacio destruye el volante y hace que pierda el control del camión de ambos y terminan chocando al auto de Cruella, cayendo los tres al barranco y destruyendo la línea telegráfica. Aunque salieron ilesos del choque, sus autos quedaron destruidos y los dálmatas continúan su huida a Londres, mientras que Cruella insulta a sus secuaces por haber estropeado su macabro plan.
De vuelta en Londres, en el hogar de los Radcliffe, Roger, Anita y Nanny trataban de hacer lo posible por mantener el ánimo con la llegada de las navidades además del primer gran éxito musical de Roger, una hilarante canción acerca de Cruella; pero les resultaba difícil con la ausencia de sus perros. Pero su tristeza se volvió en alegría cuando oyeron ladridos afuera, y, al abrir la puerta, se dieron cuenta de que eran sus perros junto a sus cachorros. Ellos se sorprenden al ver a los otros 84, y Roger, lleno de mucha alegría, convence a Anita y Nanny de usar el dinero que ganó con su canción para mudarse al campo para así conservar los 101 Dálmatas.

## Personajes
- Pongo: Un dálmata que vivía en un pequeño apartamento junto a su amo Roger. Pensó que su amo necesitaba conocer a una mujer, por lo que, al ver a una preciosa mujer paseando con su preciosa dálmata, Pongo hizo que Roger le llevase al parque para que se cruzaran sus destinos. Al final, consiguió que se juntaran y se casasen. Después, él y Perdita tuvieron 15 cachorros de dálmata. Cruella de Vil, interesada en conseguir la piel manchada de los dálmatas, secuestró a los cachorros. Pasados unos días, la policía no había conseguido encontrar a los cachorros, por lo que Pongo pidió ayuda a otros perros. Así, Pongo y Perdita descubrieron que los cachorros los tenía Cruella. Cuando llegaron a la Mansión de Vil, los dos padres se enfrentaron a los ayudantes de Cruella, Horacio y Gaspar, y consiguieron salvar a sus 15 hijos y a otros 84 cachorros más. Entonces, Roger y Anita acogieron a todos los cachorros, y se mudaron a una granja para vivir felices con sus 101 dálmatas.

- Perdita: Pongo pensó que su amo Roger necesitaba conocer a una mujer, por lo que, al ver a una preciosa mujer paseando con su preciosa dálmata, Pongo hizo que Roger le llevase al parque para que se cruzaran sus destinos. Al final, consiguió que se juntaran y se casasen. Y después, Perdita y él tuvieron 15 cachorros dálmata. Cruella de Vil, interesada en conseguir la piel manchada de los dálmatas, secuestró a los cachorros. Pasados unos días, la policía no había conseguido encontrar a los cachorros, por lo que Pongo pidió ayuda a otros perros. Así, Pongo y Perdita descubrieron que los cachorros los tenía Cruella.

- Los Cachorros: Cuando Pongo y Perdita tienen 15 cachorros, Cruella de Vil está interesada en comprarlos por su piel manchada. Roger, valientemente, le dice a Cruella que los cachorros no están en venta. En ese momento, Cruella se marcha furiosa y jura vengarse. Entonces, los bandidos Horacio y Gaspar, son enviados por Cruella para secuestrar a los cachorros. Días más tarde, Pongo y Perdita salvan a sus cachorros y a otros 84 cachorros más. Al llevar a los 99 cachorros a su casa, Roger y Anita los acogen y se mudan a una granja para vivir felizmente junto a sus 101 dálmatas.

- Coronel, Sargento Tibbs y el Capitán: Un trío con un Perro ovejero inglés, un gato y un caballo que se había percatado del secuestro de los cachorros, así que deciden ayudar formar un plan para rescatarlos.

- Cruella de Vil: Cruella es una mujer a la que le encantan las pieles. Es capaz de hacer cualquier cosa para conseguir nuevas pieles. Al saber que los perros de su amiga Anita van a tener cachorros, ella se interesa por su pelaje de manchas. En cuanto nacen los cachorros, ella inmediatamente quiere comprárselos, pero el marido de Anita, Roger, no se lo permite, por lo que ella jura vengarse. Una noche en la que Roger y Anita salen a pasear, Cruella manda a sus ayudantes, Horacio y Gaspar, a que roben los cachorros, para matarlos y hacerse un abrigo con ellos. Cruella y sus ayudantes esconden a los cachorros en la vieja y abandonada Mansión de Vil, pero los cachorros se escapan con la ayuda de sus padres. Cruella, Horacio y Gaspar van en busca de los cachorros por el campo, hasta llegar a un pueblo. Allí, los dálmatas suben en un camión, y Cruella empieza a perseguirles, junto con Horacio y Gaspar, yendo por caminos diferentes. Cuando van a alcanzar el camión, Cruella choca su coche contra el de Horacio y Gaspar, y los tres caen por un precipicio. Cruella termina en medio de la nieve con el coche destrozado, y empieza a insultar a Horacio y Gaspar y a llorar porque todo le ha salido mal.

- Jasper y Horace Badún (Horacio y Gaspar en español): Son dos hermanos delincuentes que ayudan a Cruella en su diabólico plan de secuestrar a los cachorros de dálmata. Forman una pareja de rufianes de lo más inepta.

- Roger y Anita Radcliff: Roger es un compositor de música y dueño de Pongo, un perro dálmata, el cual hace que conozca a Anita, una mujer que también tiene una dálmata llamada Perdita. Tiempo después de conocerse, Roger y Anita se casan, y terminan vivendo junto a sus dálmatas y su doncella, Nanny. Cuando Pongo y Perdita tienen quince cachorros, la amiga de Anita, Cruella de Vil, aparece diciéndoles que se los compra, pero Roger se opone a ello y Cruella se marcha enfadada jurándoles venganza. Una noche, mientras Roger y Anita pasean con Pongo y Perdita, los cachorros son secuestrados. Aunque Roger sospecha de Cruella, la policía no encuentra ninguna pista sobre ello.

- Nanny: Es la niñera de los cachorros. Dulce, amable, obediente, cariñosa, puntual y ordenada. (Sospechosamente parecida al hada Primavera de La bella durmiente, que justamente fue realizada antes de esta película)

## Ficha técnica
- Título original: One Hundred and One Dalmatians
- Título español: 101 Dálmatas [1]
- Título hispanoamericano: 101 Dálmatas. En México y en Argentina (La Noche de las Narices Frías).
- Basado en: "The Hundred and One Dalmatians" por Dodie Smith
- Realización: Clyde Geronimi, Wolfgang Reitherman y Hamilton Luske
- Concepción gráfica:
  - Dirección artística: Ken Anderson
  - Concepción de los personajes: Bill Peet y Tom Oreb
  - Coloreado: Walt Peregoy
  - Encuadre (Layout): Don Griffith, Enri Nordli y Collin Campbell (supervisores),  ayudados por Basil Davidovich, McLaren Stewart, Vance Gerry, Joe Hale, Dale Barnhart, Ray Aragon, Sammie June Lanham, Victor Haboush, Dick Ung, Homer Jonas y Al Zinnen
  - Decorados: Al Dempster, Ralph Hulett, Anthony Rizzo y Bill Layne
- Animación:
  - Supervisión: Milt Kahl, Frank Thomas, Marc Davis, Ollie Johnston, John Lounsbery y Eric Larson
  - Animación de los personajes: Hal King, Les Clark, Cliff Nordberg, Blaine Gibson, Eric Cleworth, John Sibley, Art Stevens, Julius Svendsen, Hal Ambro, Ted Berman, Bill Keil, Don Lusk, Dick Lucas y Amby Paliwoda
  - Efectos especiales: Jack Boyd, Dan McManus, Ed Parks y Jack Buckley
- Técnica: Ub Iwerks y Eustace Lycett
- Sonido: Robert O. Cook (supervisión)
- Montaje: Donald Halliday y Roy M. Brewer Jr. (película), Evelyn Kennedy (música)
- Música:
  - Compositor: George Bruns
  - Canciones: Mel Leven (Cruella De Vil, Dalmation Plantation y Kanine Krunchies)
  - Orquestaciones: Franklyn Marks
- Productor delegado: Ken Peterson
- Producción : Walt Disney Productions
- Distribución : Buena Vista Pictures
- Formato: Colores - 1,37:1 (1,75:1 en versión extendida) - Mono (RCA Sound System)
- Duración: 1 hora y 19 minutos
- Presupuesto: alrededor de 4 millones de dólares[2]
- Fechas de salida:  Estados Unidos: 25 de enero de 1961,  Argentina: 6 de julio de 1961,  España: 21 de septiembre de 1961,  México: 21 de diciembre de 1961.

## Doblaje
El doblaje en español (1961) estuvo a cargo del mexicano Edmundo Santos. Este doblaje es usado y distribuido en todos los países de habla hispana en la actualidad.
| Personaje                 | Actor original                  | Actor de doblaje    |
| ------------------------- | ------------------------------- | ------------------- |
| Pongo                     | Rod Taylor                      | Luis Manuel Pelayo  |
| Perdita                   | Cate Bauer                      | Beatriz Aguirre     |
| Cruella de Vil            | Betty Lou Gerson                | Carmen Donna-Dío    |
| Roger Radcliffe           | Ben Wright, Bill Lee (cantando) | Fernando Fernández  |
| Anita Radcliffe           | Lisa Davis                      | Carmen Molina       |
| Nanny                     | Martha Wentworth                | Maruja Sen          |
| Horacio                   | Frederick Worlock               | Francisco Colmenero |
| Gaspar                    | J. Pat O'Malley                 | Juan Domingo Méndez |
| Coronel                   | J. Pat O'Malley                 | Alberto Gavira      |
| Sargento Tibbs            | David Frankham                  | Pepe Ruiz Vélez     |
| Towser                    | Tudor Owen                      | Salvador Carrasco   |
| Patch                     | Mickey Maga                     | Alfredo Rosano      |
| Lucky                     | Mimi Gibson                     | Diana Santos        |
| Penny                     | Sandra Abbott                   | Diana Santos        |
| Rolly                     | Barbara Beaird                  | Fernando Rosano     |
| Capitán                   | Thurl Ravenscroft               | Guillermo Romano    |
| Collie                    | Tom Conway                      | Guillermo Romano    |
| Danés                     | George Pelling                  | Ciro Calderón       |
| Lucy                      | Martha Wentworth                | Carlota Solares     |
| Presentador de televisión | Ramsay Hill                     | Luis Manuel Pelayo  |
| Presentador del concurso  | Tom Conway                      | José Manuel Rosano  |
| Inspector Craven          | Frederick Worlock               | Arturo Fernández    |
| Srta. Peralta             | Betty Lou Gerson                | Beatriz Aguirre     |
| Reverendo                 | Neville Phillips                | Francisco La Rué    |
| Conductor de camión       | Basil Ruysdael                  | Arturo Mercado      |

## Productos relacionados
Una adaptación de la película en imagen real fue estrenada en 1996 con el nombre de 101 dálmatas, que presentaba a Glenn Close haciendo el papel de Cruella, y fue seguida por una secuela, 102 dálmatas, en el año 2000.
Además, paralelamente a la adaptación de 1996, surgió en 1997 una serie animada de televisión, 101 dálmatas: la serie.
En 2003 fue lanzada directamente para video la película 101 dálmatas 2, secuela directa de la película animada original de 1961.
En 2021 se lanzó Cruella, un spin-off y precuela de la franquicia protagonizado por Emma Stone como Cruella de Vil, siendo la tercera adaptación en imagen real de la franquicia, aunque ajena a las dos películas anteriores.